# Nœud de Santurbán
Le nœud de Santurbán (espagnol : Nudo de Santurbán) est un massif montagneux situé dans la cordillère des Andes, en Colombie.

## Géographie
Le nœud de Santurbán est situé à la jonction de la cordillère Orientale et de la cordillère de Mérida et s'étend sur 44 272 hectares entre les départements de Norte de Santander et Santander. 
D'une altitude maximale de 2 900 mètres, c'est un important réservoir hydrologique de Colombie. Les principaux fleuves prenant naissance dans cette zone sont les ríos Zulia, Lebrija et Margua.

## Biodiversité
La région du nœud de Santurbán est un paramo comportant 457 espèces de plantes, 17 espèces d'amphibiens et de reptiles, 201 espèces d'oiseaux et 58 espèces de mammifères, dont beaucoup sont menacées d'extinction.